# Georg Oelrichs
Georg Oelrichs (* 8. Februar 1754 in Bremen; † 15. Oktober 1809 ebenda) war ein Jurist und Bremer Senator/Ratsherr.

## Biografie
Oelrichs war der Sohn des Brauers und Ältermanns Jasper Oelrichs (1724–1775) und seiner Frau Margarethe (1724–1775). Er war der Bruder des Ältermanns Jasper Oelrichs (1758–1813) und Schwager von Senator Albert Hermann von Post (1777–1850). Aus der Familie stammt auch Senator Carl Jasper Oelrichs (1844–1923).
 
Er war verheiratet mit der frühverstorbenen Schottherrntochter Anna Margaretha Wilckens (1760–1792); beide hatten acht Kinder. In zweiter Ehe war er verheiratet mit der Senatorentochter Friederike Dorothee von Post (1766–1849); beide hatten zwei Kinder.
Er absolvierte seine Schulzeit in Bremen, ab 1770 am Gymnasium Illustre in Bremen. Er studierte ab 1773 Rechtswissenschaften an der Universität Göttingen und er promoviert 1777 in Marburg zum Dr. jur. Er war danach als Advokat und Richter tätig.
  
Von 1782 bis 1809 (†) war er als Nachfolger von Heinrich Hermann Meier Bremer Senator. Er war Sammler von Kunstgegenständen. Ein Erbgut der Almata von Büren in Bremen - Tenever war von 1775 bis 1892 im Eigentum der Familie Oelrichs.
.